# カテゴリア・プリメーラA
カテゴリア・プリメーラA（Categoría Primera A スペイン語発音: [kateɣoˈɾi.a pɾiˈmeɾa ˈa]）は、コロンビアにおけるサッカーの最上位リーグである。20クラブが参戦する。
1947年、Adefútbolのアルフォンソ・セニオル・ケベード会長によって創設された。1947年から1948年にかけて政治不安によって中止されたため、最初のシーズンは1948年に行われた。1968年にはアペルトゥーラとクラウスーラ（前後期制）を採用し、前後期終了後に優勝決定戦を行って優勝クラブを決めた。2002年からは優勝決定戦を行わず、前後期それぞれの最上位クラブに優勝カップが与えられている。1989年には審判の暗殺が原因でポストシーズンが中止され、優勝チームを決定できなかった。最新優勝はアルペトゥーラがミジョナリオスFC。（16回目）

## 形式

### リーグ戦
18クラブによる1回戦総当たりでのリーグ戦を行い、上位8クラブが準決勝リーグへ進む。準決勝リーグは4クラブ2組に分けられ、それぞれホーム・アンド・アウェー方式の総当たり戦を行う。首位チームのみが決勝へ進出する。いずれのリーグ戦も勝利には勝ち点3が、引き分けには勝ち点1が与えられる。3シーズンの成績の合計が下位2チームは翌年カテゴリア・プリメーラB (Categoría Primera B) に自動降格する。

### 決勝
決勝はホーム&アウェーの2試合で行われ、その合計スコアで勝るクラブが優勝となる。合計スコアが並んだ場合は即座にPK戦が行われ、アウェイゴールルールは適用されない。

## 2025シーズン所属クラブ
| クラブ名                       | ホームタウン     | ホームスタジアム                       | 収容人数 |
| ------------------------------ | ---------------- | -------------------------------------- | -------- |
| アギラス・ドラダス             | リオネグロ       | アルベルト・グリサレス                 | 14,000   |
| アリアンサ                     | バジェドゥパル   | Armando Maestre Pavajeau               | 11,000   |
| アメリカ・デ・カリ             | カリ             | パスカル・ゲレーロ                     | 38,588   |
| アトレティコ・ブカラマンガ     | ブカラマンガ     | アメリコ・モンタニーニ                 | 28,000   |
| アトレティコ・ナシオナル       | メデジン         | アタナシオ・ヒラルド                   | 44,863   |
| ボヤカ・チコ                   | トゥンハ         | ラ・インデペンデンシア                 | 20,630   |
| デポルテス・トリマ             | イバゲ           | マヌエル・ムリージョ・トロ             | 28,100   |
| デポルティーボ・カリ           | パルミラ         | デポルティーボ・カリ                   | 42,000   |
| デポルティーボ・パスト         | パスト           | デパルタメンタル・リベルタ             | 18,000   |
| デポルティーボ・ペレイラ       | ペレイラ         | エルナン・ラミレス・ビジェガス         | 30,297   |
| エンビガド                     | エンビガド       | ポリデポルティーボ・スル               | 14,000   |
| フォルタレサ                   | ボゴタ           | メトロポリターノ・デ・テチョ           | 10,000   |
| インデペンディエンテ・メデジン | メデジン         | アタナシオ・ヒラルド                   | 44,863   |
| ジュニオール                   | バランキージャ   | メトロポリターノ・ロベルト・メレンデス | 46,692   |
| ラ・エキダ                     | ボゴタ           | メトロポリターノ・デ・テチョ           | 10,000   |
| ジャネロス                     | ビリャビセンシオ | Bello Horizonte – Rey Pelé             | 15,000   |
| ミジョナリオス                 | ボゴタ           | ネメシオ・カマーチョ・エル・カンピン   | 39,512   |
| オンセ・カルダス               | マニサレス       | パログランデ                           | 31,611   |
| サンタフェ                     | ボゴタ           | ネメシオ・カマーチョ・エル・カンピン   | 39,512   |
| ウニオン・マグダレーナ         | サンタ・マルタ   | シエラ・ネバダ                         | 16,000   |

## 歴代優勝クラブ
14クラブに優勝経験があり、そのうち9クラブは複数回優勝している。アメリカ・デ・カリが最多16回の優勝を誇り、デポルティーボ・カリ、アトレティコ・ナシオナル、アメリカ・デ・カリ、ミジョナリオス、ジュニオールの5クラブが連覇を経験している。アメリカ・デ・カリは最多連覇記録（1982年から1986年まで5連覇）を保持している。2002年にはアペルトゥーラ（前期リーグ）とフィナリサシオン（後期リーグ）による2期制が導入された。2007年にはアトレティコ・ナシオナルが初の前後期完全優勝を果たした。
- Aはアペルトゥーラ、Fはフィナリサシオン

| シーズン | シーズン | 優勝 (回数)                            | 準優勝                                 | 得点王                                                                  | 所属クラブ                                                                    | 点                                     |
| -------- | -------- | -------------------------------------- | -------------------------------------- | ----------------------------------------------------------------------- | ----------------------------------------------------------------------------- | -------------------------------------- |
| 1948     | 1948     | サンタフェ (1)                         | ジュニオール                           | アルフレッド・カスティージョ                                            | ミジョナリオス                                                                | 31                                     |
| 1949     | 1949     | ミジョナリオス (1)                     | デポルティーボ・カリ                   | ペドロ・カビジョン                                                      | ミジョナリオス                                                                | 42                                     |
| 1950     | 1950     | オンセ・カルダス (1)                   | ミジョナリオス                         | カシミロ・アバロス                                                      | デポルティーボ・ペレイラ                                                      | 27                                     |
| 1951     | 1951     | ミジョナリオス (2)                     | ボカ・ジュニアーズ                     | アルフレッド・ディ・ステファノ                                          | ミジョナリオス                                                                | 31                                     |
| 1952     | 1952     | ミジョナリオス (3)                     | ボカ・ジュニアーズ                     | アルフレッド・ディ・ステファノ                                          | ミジョナリオス                                                                | 19                                     |
| 1953     | 1953     | ミジョナリオス (4)                     | デポルテス・キンディオ                 | マリオ・ガレッリ                                                        | デポルテス・キンディオ                                                        | 20                                     |
| 1954     | 1954     | アトレティコ・ナシオナル (1)           | デポルテス・キンディオ                 | カルロス・アルベルト・ガンビーナ                                        | アトレティコ・ナシオナル                                                      | 21                                     |
| 1955     | 1955     | メデジン (1)                           | アトレティコ・ナシオナル               | フェリペ・マリーノ                                                      | メデジン                                                                      | 22                                     |
| 1956     | 1956     | デポルテス・キンディオ (1)             | ミジョナリオス                         | ハイメ・グティエレス                                                    | デポルテス・キンディオ                                                        | 21                                     |
| 1957     | 1957     | メデジン (2)                           | デポルテス・トリマ                     | ホセ・ビセンテ・グレコ                                                  | メデジン                                                                      | 30                                     |
| 1958     | 1958     | サンタフェ (2)                         | ミジョナリオス                         | ホセ・アメリコ・モンタニーニ                                            | アトレティコ・ブカラマンガ                                                    | 36                                     |
| 1959     | 1959     | ミジョナリオス (5)                     | メデジン                               | フェリペ・マリーノ                                                      | ククタ・デポルティーボ / メデジン                                             | 35                                     |
| 1960     | 1960     | サンタフェ (3)                         | アメリカ・デ・カリ                     | ワルテル・マルコリーニ                                                  | デポルティーボ・カリ                                                          | 30                                     |
| 1961     | 1961     | ミジョナリオス (6)                     | メデジン                               | アルベルト・ペラーソ                                                    | サンタフェ                                                                    | 32                                     |
| 1962     | 1962     | ミジョナリオス (7)                     | デポルティーボ・カリ                   | ホセ・オマル・ベルドゥン                                                | ククタ・デポルティーボ                                                        | 36                                     |
| 1963     | 1963     | ミジョナリオス (8)                     | サンタフェ                             | オマル・デバニ ホセ・オマル・ベルドゥン                                 | アトレティコ・ブカラマンガ ククタ・デポルティーボ                             | 36                                     |
| 1964     | 1964     | ミジョナリオスFC (9)                   | ククタ・デポルティーボ                 | オマル・デバニ                                                          | ウニオン・マグダレーナ / アトレティコ・ブカラマンガ                           | 28                                     |
| 1965     | 1965     | デポルティーボ・カリ (1)               | アトレティコ・ナシオナル               | ペルフェクト・ロドリゲス                                                | メデジン                                                                      | 38                                     |
| 1966     | 1966     | サンタフェ (4)                         | メデジン                               | オマル・デバニ                                                          | サンタフェ                                                                    | 31                                     |
| 1967     | 1967     | デポルティーボ・カリ (2)               | ミジョナリオス                         | ホセ・マリア・フェレーロ                                                | ミジョナリオス                                                                | 38                                     |
| 1968     | 1968     | ウニオン・マグダレーナ (1)             | デポルティーボ・カリ                   | ホセ・マリア・フェレーロ                                                | ミジョナリオス                                                                | 32                                     |
| 1969     | 1969     | デポルティーボ・カリ (3)               | アメリカ・デ・カリ                     | ウーゴ・オラシオ・ロンデロ                                              | アメリカ・デ・カリ                                                            | 25                                     |
| 1970     | 1970     | デポルティーボ・カリ (4)               | ジュニオール                           | ホセ・マリア・フェレーロ ワルテル・ソサ                                 | ククタ・デポルティーボ サンタフェ                                             | 27                                     |
| 1971     | 1971     | サンタフェ (5)                         | アトレティコ・ナシオナル               | ウーゴ・オラシオ・ロンデロ アポリナール・パニアガ                       | デポルティーボ・ペレイラ / ククタ・デポルティーボ                             | 30                                     |
| 1972     | 1972     | ミジョナリオス (10)                    | デポルティーボ・カリ                   | ウーゴ・オラシオ・ロンデロ                                              | ククタ・デポルティーボ                                                        | 27                                     |
| 1973     | 1973     | アトレティコ・ナシオナル (2)           | ミジョナリオス                         | ネルソン・シルバ・パチェコ                                              | ククタ・デポルティーボ / ジュニオール                                         | 36                                     |
| 1974     | 1974     | デポルティーボ・カリ (5)               | アトレティコ・ナシオナル               | ヴィクトル・エファノール                                                | ジュニオール                                                                  | 33                                     |
| 1975     | 1975     | サンタフェ (6)                         | ミジョナリオス                         | ホルヘ・ラモン・カセレス                                                | デポルティーボ・ペレイラ                                                      | 35                                     |
| 1976     | 1976     | アトレティコ・ナシオナル (3)           | デポルティーボ・カリ                   | ミゲル・アンヘル・コンベルティ                                          | ミジョナリオス                                                                | 33                                     |
| 1977     | 1977     | ジュニオール (1)                       | デポルティーボ・カリ                   | オスワルド・マルシアル・パラベシーノ                                    | アトレティコ・ナシオナル                                                      | 33                                     |
| 1978     | 1978     | ミジョナリオス (11)                    | デポルティーボ・カリ                   | オスワルド・マルシアル・パラベシーノ                                    | アトレティコ・ナシオナル                                                      | 36                                     |
| 1979     | 1979     | アメリカ・デ・カリ (1)                 | サンタフェ                             | フアン・ホセ・イリゴジェン                                              | ミジョナリオス                                                                | 36                                     |
| 1980     | 1980     | ジュニオール (2)                       | デポルティーボ・カリ                   | セルヒオ・シエーラ                                                      | デポルティーボ・ペレイラ                                                      | 26                                     |
| 1981     | 1981     | アトレティコ・ナシオナル (4)           | デポルテス・トリマ                     | ビクトル・ウーゴ・デル・リオ                                            | デポルテス・トリマ                                                            | 29                                     |
| 1982     | 1982     | アメリカ・デ・カリ (2)                 | デポルテス・トリマ                     | ミゲル・オスワルド・ゴンサレス                                          | アトレティコ・ブカラマンガ                                                    | 27                                     |
| 1983     | 1983     | アメリカ・デ・カリ (3)                 | ジュニオール                           | ウーゴ・ゴータルディ                                                    | サンタフェ                                                                    | 29                                     |
| 1984     | 1984     | アメリカ・デ・カリ (4)                 | ミジョナリオス                         | ウーゴ・ゴータルディ                                                    | サンタフェ                                                                    | 23                                     |
| 1985     | 1985     | アメリカ・デ・カリ (5)                 | デポルティーボ・カリ                   | ミゲル・オスワルド・ゴンサレス                                          | アトレティコ・ブカラマンガ                                                    | 34                                     |
| 1986     | 1986     | アメリカ・デ・カリ (6)                 | デポルティーボ・カリ                   | エクトル・ラモン・ソーサ                                                | メデジン                                                                      | 23                                     |
| 1987     | 1987     | ミジョナリオス (12)                    | アメリカ・デ・カリ                     | ホルヘ・アラベーナ                                                      | デポルティーボ・カリ                                                          | 23                                     |
| 1988     | 1988     | ミジョナリオス (13)                    | アトレティコ・ナシオナル               | セルヒオ・アングロ                                                      | サンタフェ                                                                    | 29                                     |
| 1989     | 1989     | 試合中止により、優勝チームを決定できず | 試合中止により、優勝チームを決定できず | 試合中止により、優勝チームを決定できず                                  | 試合中止により、優勝チームを決定できず                                        | 試合中止により、優勝チームを決定できず |
| 1990     | 1990     | アメリカ・デ・カリ (7)                 | アトレティコ・ナシオナル               | アントニー・デ・アビラ                                                  | アメリカ・デ・カリ                                                            | 25                                     |
| 1991     | 1991     | アトレティコ・ナシオナル (5)           | アメリカ・デ・カリ                     | イバン・バレンシアーノ                                                  | ジュニオール                                                                  | 30                                     |
| 1992     | 1992     | アメリカ・デ・カリ (8)                 | デポルティーボ・カリ                   | ホン・ハイロ・テレジェス                                                | アトレティコ・ナシオナル                                                      | 25                                     |
| 1993     | 1993     | ジュニオール (3)                       | メデジン                               | ミゲル・ゲレーロ                                                        | ジュニオール                                                                  | 34                                     |
| 1994     | 1994     | アトレティコ・ナシオナル (6)           | ミジョナリオス                         | ルベン・ダリオ・エルナンデス                                            | メデジン / アメリカ・デ・カリ                                                 | 32                                     |
| 1995     | 1995     | ジュニオール (4)                       | アメリカ・デ・カリ                     | イバン・バレンシアーノ                                                  | ジュニオール                                                                  | 24                                     |
| 1995-96  | 1995-96  | デポルティーボ・カリ (6)               | ミジョナリオス                         | イバン・バレンシアーノ                                                  | ジュニオール                                                                  | 36                                     |
| 1996-97  | 1996-97  | アメリカ・デ・カリ (9)                 | アトレティコ・ブカラマンガ             | アミルトン・リカルド                                                    | デポルティーボ・カリ                                                          | 36                                     |
| 1998     | 1998     | デポルティーボ・カリ (7)               | オンセ・カルダス                       | ビクトル・ボニージャ                                                    | デポルティーボ・カリ                                                          | 37                                     |
| 1999     | 1999     | アトレティコ・ナシオナル (7)           | アメリカ・デ・カリ                     | セルヒオ・ガルバン・レイ                                                | オンセ・カルダス                                                              | 26                                     |
| 2000     | 2000     | アメリカ・デ・カリ (10)                | ジュニオール                           | カルロス・アルベルト・カストロ                                          | ミジョナリオス                                                                | 24                                     |
| 2001     | 2001     | アメリカ・デ・カリ (11)                | メデジン                               | カルロス・アルベルト・カストロ ホルヘ・オラシオ・セルナ                 | ミジョナリオス メデジン                                                       | 29                                     |
| 2002     | A        | アメリカ・デ・カリ (12)                | アトレティコ・ナシオナル               | ルイス・フェルナンド・スレータ                                          | ウニオン・マグダレーナ                                                        | 13                                     |
| 2002     | F        | メデジン (3)                           | デポルティーボ・パスト                 | オルランド・バジェステロス ミルトン・ロドリゲス                         | アトレティコ・ブカラマンガ デポルティーボ・ペレイラ                           | 13                                     |
| 2003     | A        | オンセ・カルダス (2)                   | ジュニオール                           | アルヌルフォ・バレンティエーラ                                          | オンセ・カルダス                                                              | 13                                     |
| 2003     | F        | デポルテス・トリマ (1)                 | デポルティーボ・カリ                   | レイデル・プレシアード                                                  | デポルティーボ・カリ                                                          | 17                                     |
| 2004     | A        | メデジン (4)                           | アトレティコ・ナシオナル               | セルヒオ・エレーラ                                                      | アメリカ・デ・カリ                                                            | 13                                     |
| 2004     | F        | ジュニオール (5)                       | アトレティコ・ナシオナル               | レオナルド・ファビオ・モレーノ レイデル・プレシアード                   | アメリカ・デ・カリ サンタフェ                                                 | 15                                     |
| 2005     | A        | アトレティコ・ナシオナル (8)           | サンタフェ                             | ビクトル・アリスティスバル                                              | アトレティコ・ナシオナル                                                      | 16                                     |
| 2005     | F        | デポルティーボ・カリ (8)               | レアル・カルタヘナ                     | ハメルソン・レンテリア ウーゴ・ロダジェガ                               | レアル・カルタヘナ デポルティーボ・カリ                                       | 12                                     |
| 2006     | A        | デポルティーボ・パスト (1)             | デポルティーボ・カリ                   | ホルヘ・モレーノ                                                        | ククタ・デポルティーボ                                                        | 15                                     |
| 2006     | F        | ククタ・デポルティーボ (1)             | デポルテス・トリマ                     | ディエゴ・アルバレス ジョン・チャリア                                   | メデジン デポルテス・トリマ                                                   | 11                                     |
| 2007     | A        | アトレティコ・ナシオナル (9)           | アトレティコ・ウイラ                   | フレディ・モンテーロ セルヒオ・ガルバン・レイ                           | アトレティコ・ウイラ アトレティコ・ナシオナル                                 | 13                                     |
| 2007     | F        | アトレティコ・ナシオナル (10)          | ラ・エキダ                             | ダイロ・モレノ                                                          | オンセ・カルダス                                                              | 16                                     |
| 2008     | A        | ボヤカ・チコ (1)                       | アメリカ・デ・カリ                     | ミゲル・カネオ イバン・ベラスケス                                       | ボヤカ・チコ デポルテス・キンディオ                                           | 13                                     |
| 2008     | F        | アメリカ・デ・カリ (13)                | メデジン                               | フレディ・モンテーロ                                                    | デポルティーボ・カリ                                                          | 16                                     |
| 2009     | A        | オンセ・カルダス (3)                   | ジュニオール                           | テオフィロ・グティエレス                                                | ジュニオール                                                                  | 16                                     |
| 2009     | F        | メデジン (5)                           | アトレティコ・ウイラ                   | ジャクソン・マルティネス                                                | メデジン                                                                      | 18                                     |
| 2010     | A        | ジュニオール (6)                       | ラ・エキダ                             | カルロス・バッカ カルロス・レンテリア                                   | ジュニオール ラ・エキダ                                                       | 12                                     |
| 2010     | F        | オンセ・カルダス (4)                   | デポルテス・トリマ                     | ウィルデル・メディナ ダイロ・モレノ                                     | デポルテス・トリマ オンセ・カルダス                                           | 16                                     |
| 2011     | A        | アトレティコ・ナシオナル (11)          | ラ・エキダ                             | カルロス・レンテリア                                                    | アトレティコ・ナシオナル                                                      | 12                                     |
| 2011     | F        | ジュニオール (7)                       | オンセ・カルダス                       | カルロス・バッカ                                                        | ジュニオール                                                                  | 12                                     |
| 2012     | A        | サンタフェ (7)                         | デポルティーボ・パスト                 | ロビン・ラミレス                                                        | デポルテス・トリマ                                                            | 13                                     |
| 2012     | F        | ミジョナリオス (14)                    | メデジン                               | エンリ・エルナンデス カルメロ・バレンシア ヘルマン・カノ                | ククタ・デポルティーボ ラ・エキダ メデジン                                    | 9                                      |
| 2013     | A        | アトレティコ・ナシオナル (12)          | サンタフェ                             | ウィルデル・メディナ                                                    | サンタフェ                                                                    | 12                                     |
| 2013     | F        | アトレティコ・ナシオナル (13)          | デポルティーボ・カリ                   | ダイロ・モレノ ルイス・カルロス・ルイス                                 | ミジョナリオス ジュニオール                                                   | 16                                     |
| 2014     | A        | アトレティコ・ナシオナル (14)          | ジュニオール                           | ダイロ・モレノ                                                          | ミジョナリオス                                                                | 13                                     |
| 2014     | F        | サンタフェ (8)                         | メデジン                               | ヘルマン・カノ                                                          | メデジン                                                                      | 16                                     |
| 2015     | A        | デポルティーボ・カリ (9)               | メデジン                               | フェルナンド・ウリベ                                                    | ミジョナリオス                                                                | 15                                     |
| 2015     | F        | アトレティコ・ナシオナル (15)          | ジュニオール                           | ジェフェルソン・ドゥゲ                                                  | アトレティコ・ナシオナル                                                      | 15                                     |
| 2016     | A        | メデジン (6)                           | ジュニオール                           | フェルナンド・ウリベ                                                    | コルトゥルア                                                                  | 19                                     |
| 2016     | F        | サンタフェ (9)                         | デポルテス・トリマ                     | アイロン・デル・バジェ                                                  | ミジョナリオス                                                                | 12                                     |
| 2017     | A        | アトレティコ・ナシオナル (16)          | デポルティーボ・カリ                   | ダイロ・モレノ                                                          | アトレティコ・ナシオナル                                                      | 14                                     |
| 2017     | F        | ミジョナリオス (15)                    | サンタフェ                             | ジミ・チャラ アイロン・デル・バジェ ダイロ・モレノ カルメロ・バレンシア | アトレティコ・ジュニオール ミジョナリオス アトレティコ・ナシオナル ラ・エキダ | 11                                     |
| 2018     | A        | デポルテス・トリマ (2)                 | アトレティコ・ナシオナル               | ヘルマン・カノ                                                          | インデペンディエンテ・メデジン                                                | 12                                     |
| 2018     | F        | ジュニオール (8)                       | メデジン                               | ヘルマン・カノ                                                          | インデペンディエンテ・メデジン                                                | 20                                     |
| 2019     | A        | ジュニオール (9)                       | デポルティーボ・パスト                 | ヘルマン・カノ                                                          | インデペンディエンテ・メデジン                                                | 21                                     |
| 2019     | F        | アメリカ・デ・カリ (14)                | ジュニオール                           | ヘルマン・カノ ミチャエル・ランヘル                                     | インデペンディエンテ・メデジン アメリカ・デ・カリ                             | 13                                     |
| 2020     | 2020     | アメリカ・デ・カリ (15)                | サンタフェ                             | ミゲル・ボルハ                                                          | アトレティコ・ジュニオール                                                    | 14                                     |
| 2021     | A        | デポルテス・トリマ (3)                 | ミジョナリオス                         | ジェフェルソン・ドゥケ フェルナンド・ウリベ ディエゴ・エラソ            | アトレティコ・ナシオナル ミジョナリオス ラ・エキダ                            | 11                                     |
| 2021     | F        | デポルティーポ・カリ (10)              | デポルテス・トリマ                     | ハロルド・プレシアド                                                    | デポルティーボ・カリ                                                          | 13                                     |
| 2022     | A        | アトレティコ・ナシオナル (17)          | デポルテス・トリマ                     | ダイロ・モレノ                                                          | アトレティコ・ブカラマンガ                                                    | 13                                     |
| 2022     | F        | デポルティーボ・ペレイラ (1)           | インデペンディエンテ・メデジン         |                                                                         |                                                                               |                                        |
| 2023     | A        | ミジョナリオスFC (16)                  | アトレティコ・ナシオナル               |                                                                         |                                                                               |                                        |
| 2023     | F        | ジュニオール (10)                      | インデペンディエンテ・メデジン         |                                                                         |                                                                               |                                        |
| 2024     | A        | アトレティコ・ブカラマンガ (1)         | サンタフェ                             |                                                                         |                                                                               |                                        |
| 2024     | F        | アトレティコ・ナシオナル (18)          | デポルテス・トリマ                     |                                                                         |                                                                               |                                        |

## 昇格・降格記録
| シーズン | 降格                                            | 昇格                                                                     |
| -------- | ----------------------------------------------- | ------------------------------------------------------------------------ |
| 1991     | なし                                            | エンビガドFC                                                             |
| 1992     | レアル・カルタヘナ                              | アトレティコ・ウイラ                                                     |
| 1993     | デポルテス・トリマ                              | コルトゥルア                                                             |
| 1994     | アトレティコ・ブカラマンガ                      | デポルテス・トリマ                                                       |
| 1995     | ククタ・デポルティーボ                          | アトレティコ・ブカラマンガ                                               |
| 1995-96  | アトレティコ・ウイラ                            | ククタ・デポルティーボ                                                   |
| 1996-97  | ククタ・デポルティーボ                          | デポルティーボ・ウニコスタ                                               |
| 1997     | デポルティーボ・ペレイラ                        | アトレティコ・ウイラ                                                     |
| 1998     | デポルティーボ・ウニコスタ                      | デポルティーボ・パスト                                                   |
| 1999     | ウニオン・マグダレーナ                          | レアル・カルタヘナ                                                       |
| 2000     | デポルテス・キンディオ                          | デポルティーボ・ペレイラ                                                 |
| 2001     | アトレティコ・ブカラマンガ                      | デポルテス・キンディオ アトレティコ・ブカラマンガ ウニオン・マグダレーナ |
| 2002     | レアル・カルタヘナ                              | センタウロス・ビリャビセンシオ                                           |
| 2003     | センタウロス・ビリャビセンシオ                  | ボヤカ・チコ                                                             |
| 2004     | コルトゥルア                                    | レアル・カルタヘナ                                                       |
| 2005     | ウニオン・マグダレーナ                          | ククタ・デポルティーボ                                                   |
| 2006     | エンビガドFC                                    | ラ・エキダ                                                               |
| 2007     | レアル・カルタヘナ                              | エンビガドFC                                                             |
| 2008     | アトレティコ・ブカラマンガ                      | レアル・カルタヘナ                                                       |
| 2009     | デポルティーボ・パスト                          | コルトゥルア                                                             |
| 2010     | コルトゥルア                                    | アギラス・ドラダス                                                       |
| 2011     | デポルティーボ・ペレイラ アメリカ・デ・カリ     | デポルティーボ・パスト パトリオタス                                      |
| 2012     | レアル・カルタヘナ                              | アリアンサ・ペトロレラ                                                   |
| 2013     | デポルテス・キンディオ ククタ・デポルティーボ   | ウニベルシダ・アウトノマ フォルタレサ                                    |
| 2014     | フォルタレサ                                    | ハグアレス・デ・コルドバ コルトゥルア ククタ・デポルティーボ             |
| 2015     | ククタ・デポルティーボ ウニベルシダ・アウトノマ | アトレティコ・ブカラマンガ フォルタレサ                                  |
| 2016     | フォルタレサ ボヤカ・チコ                       | ティグレス アメリカ・デ・カリ                                            |
| 2017     | コルトゥルア ティグレス                         | ボヤカ・チコ レオネス                                                    |
| 2018     | レオネス ボヤカ・チコ                           | ウニオン・マグダレーナ ククタ・デポルティーボ                            |
| 2019     | ウニオン・マグダレーナ アトレティコ・ウイラ     | デポルティーボ・ペレイラ ボヤカ・チコ                                    |
| 2020     | なし                                            | なし                                                                     |
| 2021-I   | ボヤカ・チコ                                    | アトレティコ・ウイラ デポルテス・キンディオ                              |
| 2021-II  | アトレティコ・ウイラ デポルテス・キンディオ     | コルトゥルア ウニオン・マグダレーナ                                      |
| 2022     | コルトゥルア パトリオタス                       | ボヤカ・チコ アトレティコ・ウイラ                                        |

## クラブ別優勝回数
| クラブ                         | 回数 | シーズン |
| ------------------------------ | ---- | --- |
| アトレティコ・ナシオナル       | 16   | 1954, 1973, 1976, 1981, 1991, 1994, 1999, 2005-I, 2007-I, 2007-II, 2011-I, 2013-I, 2013-II, 2014-I, 2015-II, 2017-I |
| ミジョナリオス                 | 15   | 1949, 1951, 1952, 1953, 1959, 1961, 1962, 1963, 1964, 1972, 1978, 1987, 1988, 2012-II, 2017-II                      |
| アメリカ・デ・カリ             | 15   | 1979, 1982, 1983, 1984, 1985, 1986, 1990, 1992, 1996-97, 2000, 2001, 2002-I, 2008-II, 2019-II, 2020                 |
| デポルティーボ・カリ           | 9    | 1965, 1967, 1969, 1970, 1974, 1995-96, 1998, 2005-II, 2015-I                                                        |
| ジュニオール                   | 9    | 1977, 1980, 1993, 1995, 2004-II, 2010–I, 2011-II, 2018-II, 2019-I                                                   |
| サンタフェ                     | 9    | 1948, 1958, 1960, 1966, 1971, 1975, 2012-I, 2014-II, 2016-II                                                        |
| インデペンディエンテ・メデジン | 6    | 1955, 1957, 2002-II, 2004-I, 2009-II, 2016-I                                                                        |
| オンセ・カルダス               | 4    | 1950, 2003-I, 2009I, 2010-II                                                                                        |
| デポルテス・トリマ             | 3    | 2003-II, 2018-I, 2021-I                                                                                             |
| デポルテス・キンディオ         | 1    | 1956 |
| ウニオン・マグダレーナ         | 1    | 1968 |
| デポルティーボ・パスト         | 1    | 2006I |
| ククタ・デポルティーボ         | 1    | 2006-II |
| ボヤカ・チコ                   | 1    | 2008-I |

## シーズン別大会名
- Liga Águila（2015-2019）
- Liga BetPlay Dimayor（2019-現在）